# Бенхард, Джозеф
Джо́зеф Бе́нхард (англ. Joseph Benhard; род. 10 мая 1972, Окалонго) — намибийский боксёр, представитель первой наилегчайшей весовой категории. Выступал за сборную Намибии по боксу в середине 1990-х годов, участник летних Олимпийских игр в Атланте. В 2005—2006 годах также боксировал на профессиональном уровне.

## Биография
Джозеф Бенхард родился 10 мая 1972 года в деревне Окалонго области Омусати.

### Любительская карьера
В 1994 году вошёл в основной состав намибийской национальной сборной и побывал на Играх Содружества в Виктории, где в зачёте первой наилегчайшей весовой категории дошёл до стадии четвертьфиналов, проиграв канадцу Доминику Фиглиомени. Год спустя выступил на Всеафриканских играх в Хараре — так же добрался до четвертьфинала, уступив на сей раз представителю Мадагаскара Анисету Расоанайво.
Благодаря череде удачных выступлений Бенхард удостоился права защищать честь страны на летних Олимпийских играх 1996 года в Атланте. Тем не менее, провёл здесь только один бой, на предварительном этапе первого наилегчайшего веса встретился с испанцем Рафаэлем Лосано и потерпел от него поражение со счётом 2:10.

### Профессиональная карьера
Спустя достаточно долгое время в 2005 году Бенхард решил попробовать себя среди профессионалов, однако его дебют не удался — он проиграл техническим нокаутом соотечественнику Саймону Негодхи. Позже между ними состоялся матч-реванш, но Бенхард вновь проиграл и с тех пор больше уже не выходил на профессиональный ринг.

### Дальнейшая жизнь
В марте 2007 года Джозеф Бенхард открыл собственный боксёрский зал под названием «Килиманджаро», где в качестве тренера занимается подготовкой молодых начинающих боксёров.